# Badia di San Pietro a Cerreto

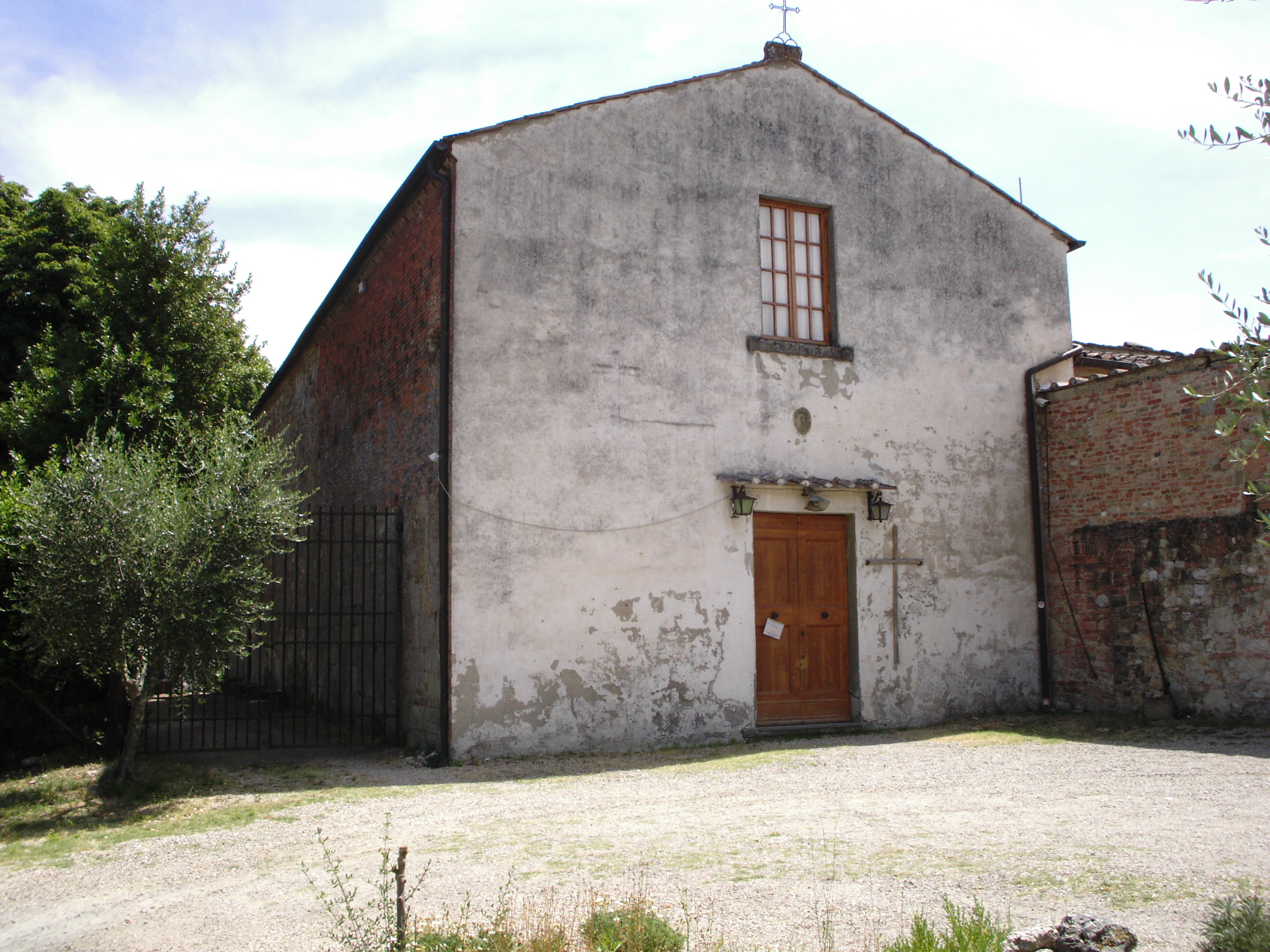
Veduta

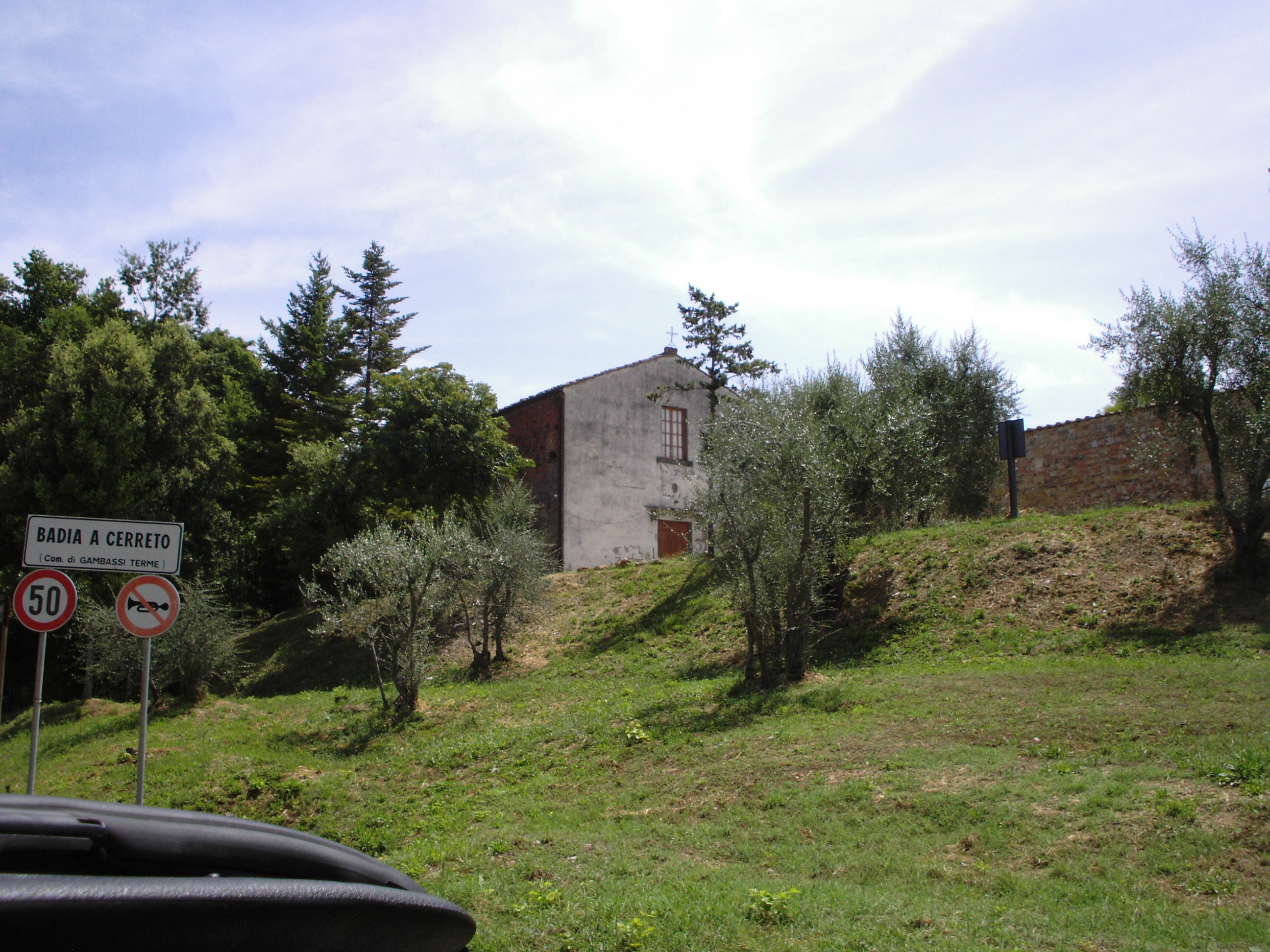
Veduta

La badia di San Pietro a Cerreto si trova nel comune di Gambassi Terme, a pochi chilometri dal fiume Elsa, confine col comune di Certaldo, in provincia di Firenze, diocesi di Volterra.

## Storia
La prima testimonianza su questa abbazia risale all'ottobre 1059 quando la chiesa di San Pietro venne donata da Bonizza di Petronilla al monastero di Camaldoli. Dopo avere ricevuto questo omaggio i camaldolesi edificarono presso la chiesa un eremo, tutto questo nel periodo che va dal 1059 al 1072.
Nel 1073 il vescovo volterrano Erimanno cedette all'abate di Camaldoli, Rustico, anche la vicina badia a Elmi. L'abbazia venne coinvolta negli scontri che contrapposero il vescovo Pagano e il comune di San Gimignano, scontri che procurarono ingenti danni come documentato da un atto del 1230.
Nelle decime del 1276 il monastero ottenne l'esenzione dal pagamento, altrimenti avrebbe dovuto pagare 42 lire e 4 soldi. Nel XIV secolo l'importanza dell'abbazia crebbe a tal punto che i monaci della vicina badia a Elmi risiedevano stabilmente nel monastero di Sancti Petri de Cerreto. Fino al 1421 rimase di proprietà dei Camaldolesi, in quell'anno il papa Martino V la unì al monastero di Santa Maria degli Angeli insieme a tutte le sue dipendenze.
In occasione della visita apostolica del 1576 risulta che presso il cenobio vivevano un abate coadiuvato da tre sacerdoti.
Il monastero venne soppresso con una bolla di papa Innocenzo X il 15 ottobre 1652. Il patronato fu lascito al monastero degli Angeli che aveva l'obbligo di garantire le funzioni religiose.
Soppresso il monastero rimase in attività solo la chiesa che nel 1924 risulta i patronato regio. Diverso il destino del complesso abbaziale che divenne una fattoria e in seguito private abitazioni; è stato restaurato e consolidato più volte a partire dagli anni'70 del XX secolo.

## Descrizione
La chiesa abbaziale presenta una pianta rettangolare con abside, in origine le sue dimensioni erano maggiori poi è stata ridotta in lunghezza a partire dalla tribuna.

### Chiesa abbaziale

#### Esterno
La facciata della chiesa abbaziale è interamente intonacata e non presenta nessun elemento di interesse, eccetto lo stemma in pietra dei camaldolesi. Della tribuna rimangono resti di muratura ai lati dell'abside della quale rimane solo il basamento semicircolare realizzato con grossi conci di arenaria. La parte sinistra della tribuna oggi fa da base al campanile a vela. Nella parete esterna sinistra si trova una monofora, oggi tamponata, che mostra un archivolto monolitico. In prossimità della zona presbiteriale si trova la metà di un portale con arco a tutto sesto in arenaria.
Il fianco settentrionale è caratterizzato da notevoli segni di cedimenti strutturali che in passato devono aver richiesto numerosi interventi di consolidamento.

#### Interno
L'interno presenta una copertura a capriate lignee, le quali si appoggiano su otto paraste che hanno capitelli in arenaria decorati con figure fitomorfe.
Tracce camaldolesi sono presenti nella chiesa (busti dipinti dei Camaldolesi) che custodisce un dipinto di Francesco Soderini, datato 1726, rappresentante la Vergine col Bambino tra i Santi Monaca e Agostino, concesso dalle Gallerie fiorentine in cambio dell'Incoronazione della Vergine di Lorenzo Monaco, attualmente agli Uffizi: la pala, eseguita nel 1414 per il monastero fiorentino di Santa Maria degli Angeli, fu trasferita a Badia a Cerreto probabilmente alla fine del Cinquecento, fino alla sua restituzione.

### Monastero
I locali dell'ex-monastero oggi sono stati trasformati in private abitazioni.
Interessante è il chiostro che presenta due ordini di colonne in cotto: le colonne inferiori hanno un basamento e capitelli troncoconici, molto simili a quelli visibili nel chiostro della chiesa dei Santi Tommaso e Prospero a Certaldo, e poggiano su archi in mattoni con chiave in arenaria mentre tra quelli superiori è da segnalare una colonna dotata di capitello ungulato decorato alla base da motivi geometrici, molto simile ai capitelli della pieve di Cellole, e tutti sostengono una tettoia in legno; tutte le aperture sono interamente tamponate.

## Opere già in San Pietro a Cerreto

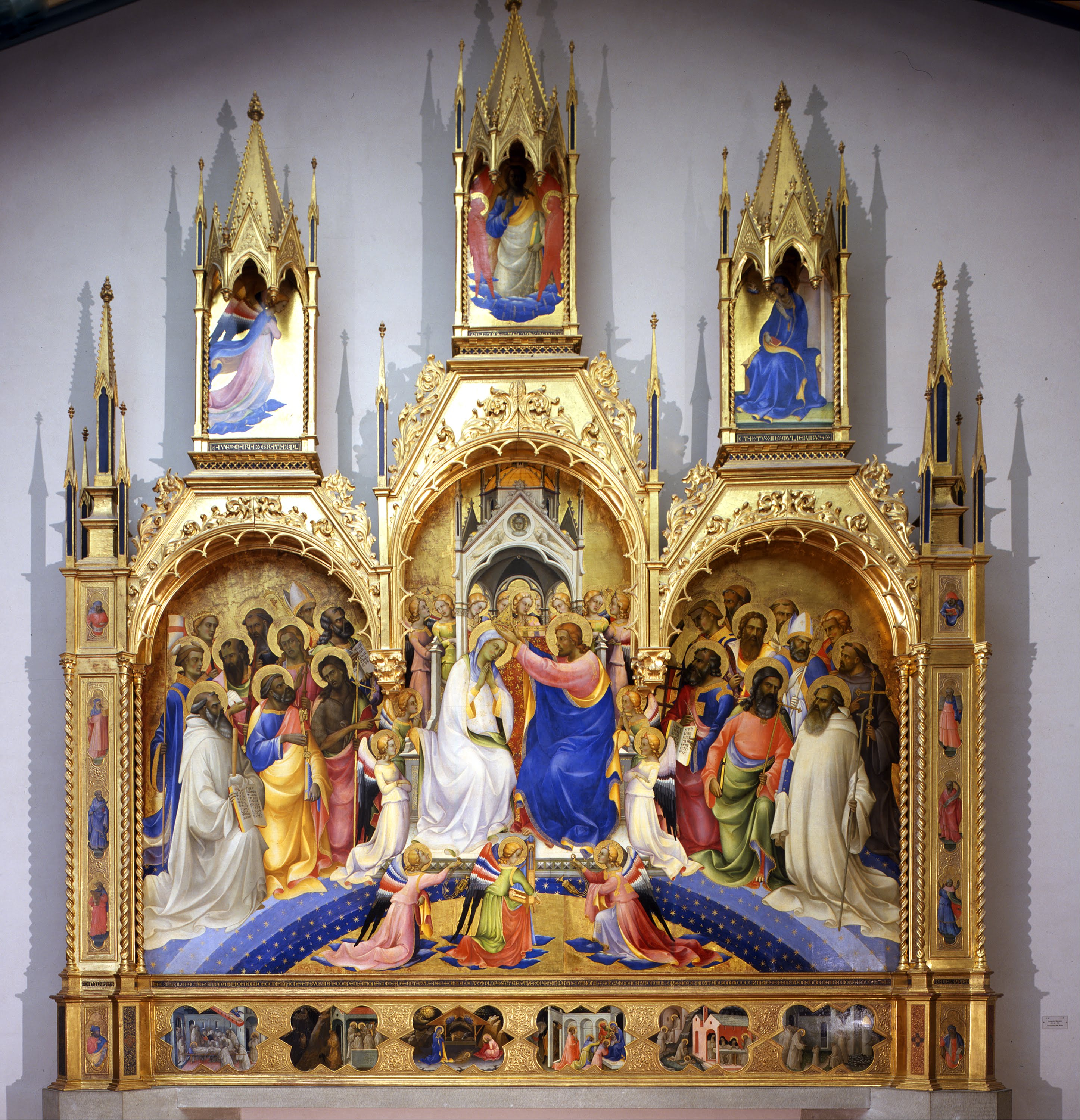
Lorenzo Monaco, Incoronazione della Vergine, Firenze, Uffizi

- Lorenzo Monaco, Incoronazione della Vergine, oggi agli Uffizi